# Hirundapus
Hirundapus é um género de andorinhão da família Apodidae.
Este género contém as seguintes espécies:
- Hirundapus caudacutus (Latham, 1802)
- Hirundapus cochinchinensis (Oustalet, 1878)
- Hirundapus giganteus (Temminck, 1825)
- Hirundapus celebensis (P. L. Sclater, 1866)